# Annika Mehlhorn
Annika Mehlhorn (Kassel (Hessen), 5 augustus 1983) is een Duitse zwemster. Ze vertegenwoordigde haar vaderland op de Olympische Zomerspelen 2004 in Athene, Griekenland.

## Carrière
Bij haar internationale debuut, op de Europese kampioenschappen kortebaanzwemmen 1998 in Sheffield, strandde Mehlhorn in de series van de 200 meter schoolslag en de 200 en de 400 meter wisselslag. Tijdens de Europese kampioenschappen zwemmen 1999 in Istanboel eindigde de Duitse als vierde op de 200 meter wisselslag, op de 400 meter wisselslag werd ze uitgeschakeld in de series. In Lissabon nam Mehlhorn deel aan de Europese kampioenschappen kortebaanzwemmen 1999, op dit toernooi veroverde ze de zilveren medaille op de 100 meter wisselslag en eindigde ze als vierde op de 200 meter wisselslag. Op de Europese kampioenschappen kortebaanzwemmen 2000 in Valencia sleepte de Duitse de Europese titel in de wacht op de 200 meter vlinderslag, op zowel de 200 als de 400 meter wisselslag legde ze beslag op het zilver. Tijdens de wereldkampioenschappen zwemmen 2001 in Fukuoka veroverde Mehlhorn de zilveren medaille op de 200 meter vlinderslag en eindigde ze als vierde op de 200 meter wisselslag. Op de 4×100 meter wisselslag eindigde ze samen met Antje Buschschulte, Simone Weiler en Katrin Meißner op de vierde plaats. In Berlijn nam ze deel aan de Europese kampioenschappen zwemmen 2002, op dit toernooi sleepte ze de bronzen medaille in de wacht op de 200 meter vlinderslag. Op de 200 meter wisselslag eindigde ze op de vierde plaats, op de 400 meter wisselslag werd ze uitgeschakeld in de series. Op de wereldkampioenschappen zwemmen 2003 in Barcelona eindigde Mehlhorn als zesde op de 200 meter vlinderslag, op de 100 meter vlinderslag strandde ze in de halve finales. Samen met Antje Buschschulte, Sarah Poewe en Sandra Völker eindigde ze als vierde op de 4×100 meter wisselslag. Tijdens de Olympische Zomerspelen van 2004 in Athene werd de Duitse uitgeschakeld in de halve finales van de 200 meter vlinderslag.

### 2005-heden
Op de wereldkampioenschappen zwemmen 2005 in Montreal eindigde Mehlhorn als zevende op de 200 meter vlinderslag, op de 100 meter vlinderslag strandde ze in de halve finales. Op de 4×100 meter wisselslag veroverde ze samen met Antje Buschschulte, Sarah Poewe en Daniela Götz de bronzen medaille. In Triëst nam de Duitse deel aan de Europese kampioenschappen kortebaanzwemmen 2005, op dit toernooi eindigde ze als vierde op de 200 meter vlinderslag en werd ze uitgeschakeld in de halve finales op de 100 meter vlinderslag. Tijdens de Europese kampioenschappen zwemmen 2006 in Boedapest strandde Mehlhorn in de halve finales van zowel de 100 als de 200 meter vlinderslag en in de series van de 200 meter wisselslag. Samen met Antje Buschschulte, Sarah Poewe en Britta Steffen sleepte ze de zilveren medaille in de wacht op de 4×100 meter wisselslag. Op de Europese kampioenschappen kortebaanzwemmen 2006 in Helsinki eindigde de Duitse als vijfde op de 200 meter vlinderslag. In Debrecen nam Mehlhorn deel aan de Europese kampioenschappen kortebaanzwemmen 2007, op dit toernooi legde ze beslag op de bronzen medaille op de 200 meter vlinderslag en eindigde ze als vierde op de 100 meter vlinderslag. Op de 4×50 meter wisselslag veroverde ze samen met Janine Pietsch, Janne Schäfer en Britta Steffen de Europese titel. Tijdens de wereldkampioenschappen zwemmen 2009 in Rome werd de Duitse uitgeschakeld in de halve finales op zowel de 100 als de 200 meter vlinderslag, op de 400 meter wisselslag overleefde ze de series niet. Samen met Daniela Samulski, Sarah Poewe en Britta Steffen sleepte ze de bronzen medaille in de wacht op de 4×100 meter wisselslag.

## Internationale toernooien
| Jaar | Olympische Spelen     | WK langebaan                                                                              | WK kortebaan  | EK langebaan                                                                            | EK kortebaan                                                         |
| ---- | --------------------- | ----------------------------------------------------------------------------------------- | ------------- | --------------------------------------------------------------------------------------- | -------------------------------------------------------------------- |
| 1998 |                       | geen deelname                                                                             |               |                                                                                         | serie 200 m schoolslag serie 200 m wisselslag serie 400 m wisselslag |
| 1999 |                       |                                                                                           | geen deelname | 4e 200 m wisselslag serie 400 m wisselslag                                              | 100 m wisselslag · 4e 200 m wisselslag                               |
| 2000 | geen deelname         |                                                                                           | geen deelname | geen deelname                                                                           | 200 m vlinderslag · 200 m wisselslag · 400 m wisselslag              |
| 2001 |                       | 200 m vlinderslag · 4e 200 m wisselslag · 4e 4×100 m wisselslag                           |               |                                                                                         | geen deelname                                                        |
| 2002 |                       |                                                                                           | geen deelname | 200 m vlinderslag · 4e 200 m wisselslag · 12e 400 m wisselslag                          | geen deelname                                                        |
| 2003 |                       | 6e 200 m vlinderslag 14e 100 m vlinderslag 4e 4×100 m wisselslag                          |               |                                                                                         | geen deelname                                                        |
| 2004 | 14e 200 m vlinderslag |                                                                                           | geen deelname | geen deelname                                                                           | geen deelname                                                        |
| 2005 |                       | 7e 200 m vlinderslag · 9e 100 m vlinderslag · 4×100 m wisselslag                          |               |                                                                                         | 4e 200 m vlinderslag 9e 100 m vlinderslag                            |
| 2006 |                       |                                                                                           | geen deelname | 9e 100 m vlinderslag · 9e 200 m vlinderslag · 18e 200 m wisselslag · 4×100 m wisselslag | 5e 200 m vlinderslag                                                 |
| 2007 |                       | geen deelname                                                                             |               |                                                                                         | 200 m vlinderslag · 4e 100 m vlinderslag · 4×50 m wisselslag         |
| 2008 | geen deelname         |                                                                                           | geen deelname | geen deelname                                                                           | geen deelname                                                        |
| 2009 |                       | 10e 200 m vlinderslag · 14e 100 m vlinderslag · 15e 400 m wisselslag · 4×100 m wisselslag |               |                                                                                         | geen deelname                                                        |

## Persoonlijke records

### Kortebaan
| Afstand          | Tijd    | Datum            | Plaats   |
| ---------------- | ------- | ---------------- | -------- |
| 100m vlinderslag | 58,12   | 25 januari 2003  | Berlijn  |
| 200m vlinderslag | 2.05,77 | 14 december 2000 | Valencia |
| 200m wisselslag  | 2.11,96 | 30 november 2002 | Goslar   |
| 400m wisselslag  | 4.39,02 | 17 december 2000 | Valencia |

### Langebaan
| Afstand          | Tijd    | Datum        | Plaats       |
| ---------------- | ------- | ------------ | ------------ |
| 100m vlinderslag | 57,90   | 26 juli 2009 | Rome         |
| 200m vlinderslag | 2.06,45 | 29 juli 2009 | Rome         |
| 200m wisselslag  | 2.13,86 | 16 mei 2001  | Braunschweig |
| 400m wisselslag  | 4.41,11 | 16 mei 2001  | Braunschweig |